# Torockó hagyományai

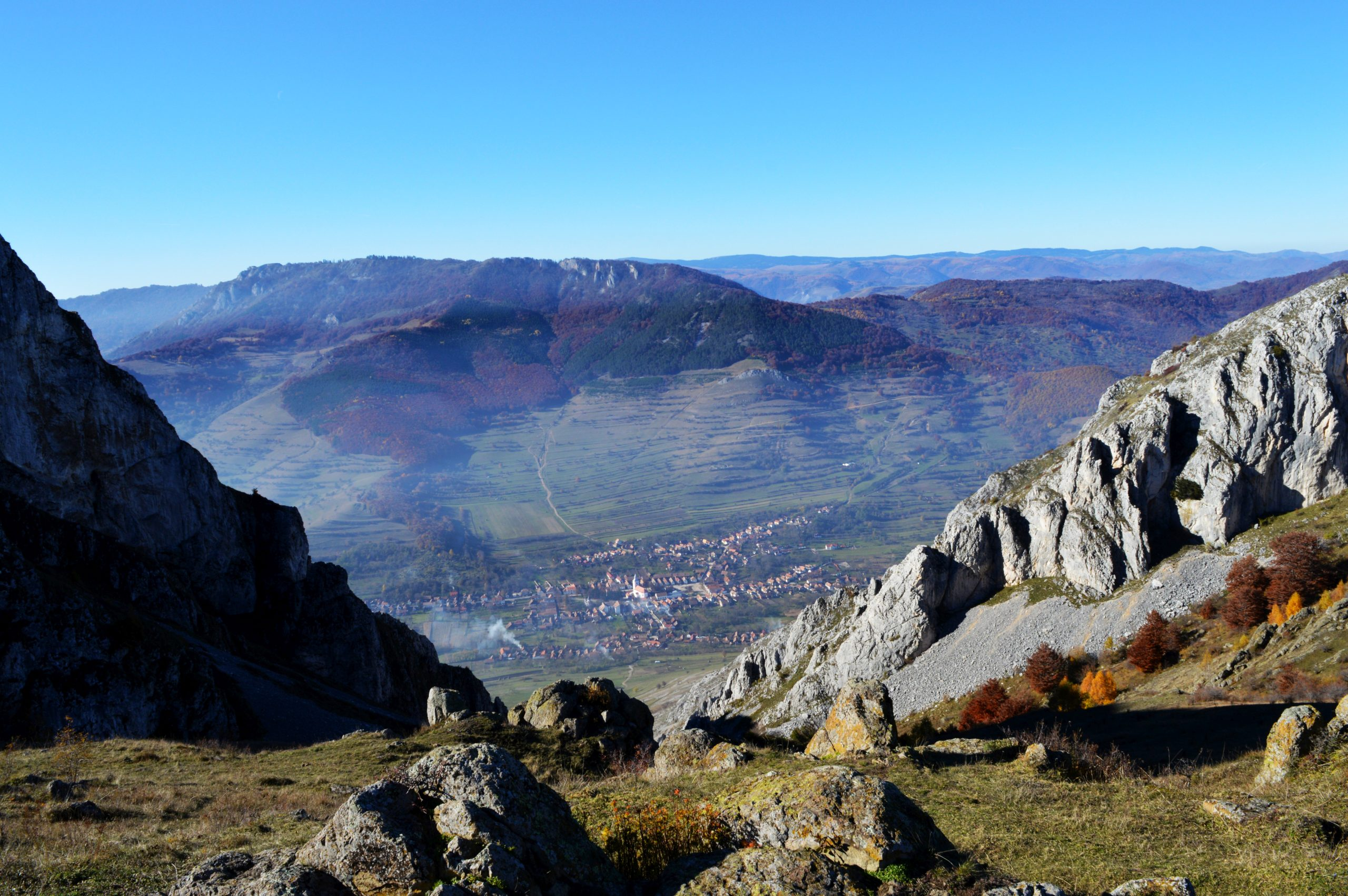
Székelykő és Torockó

„Alig van bérczes kis honunkban helység, mely természetrajzi, történelmi, de főleg népéleti tekintetben annyi érdekeltséget tudna költeni, mint Toroczkó” – írta a múlt században Orbán Balázs, Erdély nagy szülöttje, és szavai ma is érvényesek.
Az erdélyi Torockói-hegység változatos, izgalmas vidék. Csobogó patakok vize tükrözi vissza a szikár sziklacsúcsokat és szurdokvölgyeket, melyek Torockó történelméről tanúskodnak. A vasércbányászat egykori színhelye volt a Székelykő és az Ordaskő közötti medencében elterülő falu, ahol az égbe törő bércek miatt kétszer kel fel a Nap. A székely bányászcsaládok életet gyakran dúlta fel tatár, kun, török, császári had, nehezítette földesúr vagy tűzvész.
Az évszázadok múltával Torockó mégis megmaradt kincseivel együtt magyarnak. Fenséges természeti környezetével, hófehérre meszelt házaival, különleges népviseletével és népművészetével ma is a legkülönlegesebb falvak közé tartozik, mely 1999-ben Europa Nostra-díjat kapott. Épített öröksége nemzeti érték, igazi hungarikum. Lakói pedig kedves, vendégszerető emberek, akik a szomszédos Torockószentgyörggyel sajátos magyar szigetet alkotnak e vidéken.
Torockó hagyományai gazdagok és szorosan kapcsolódnak a település történetéhez és környezetéhez.

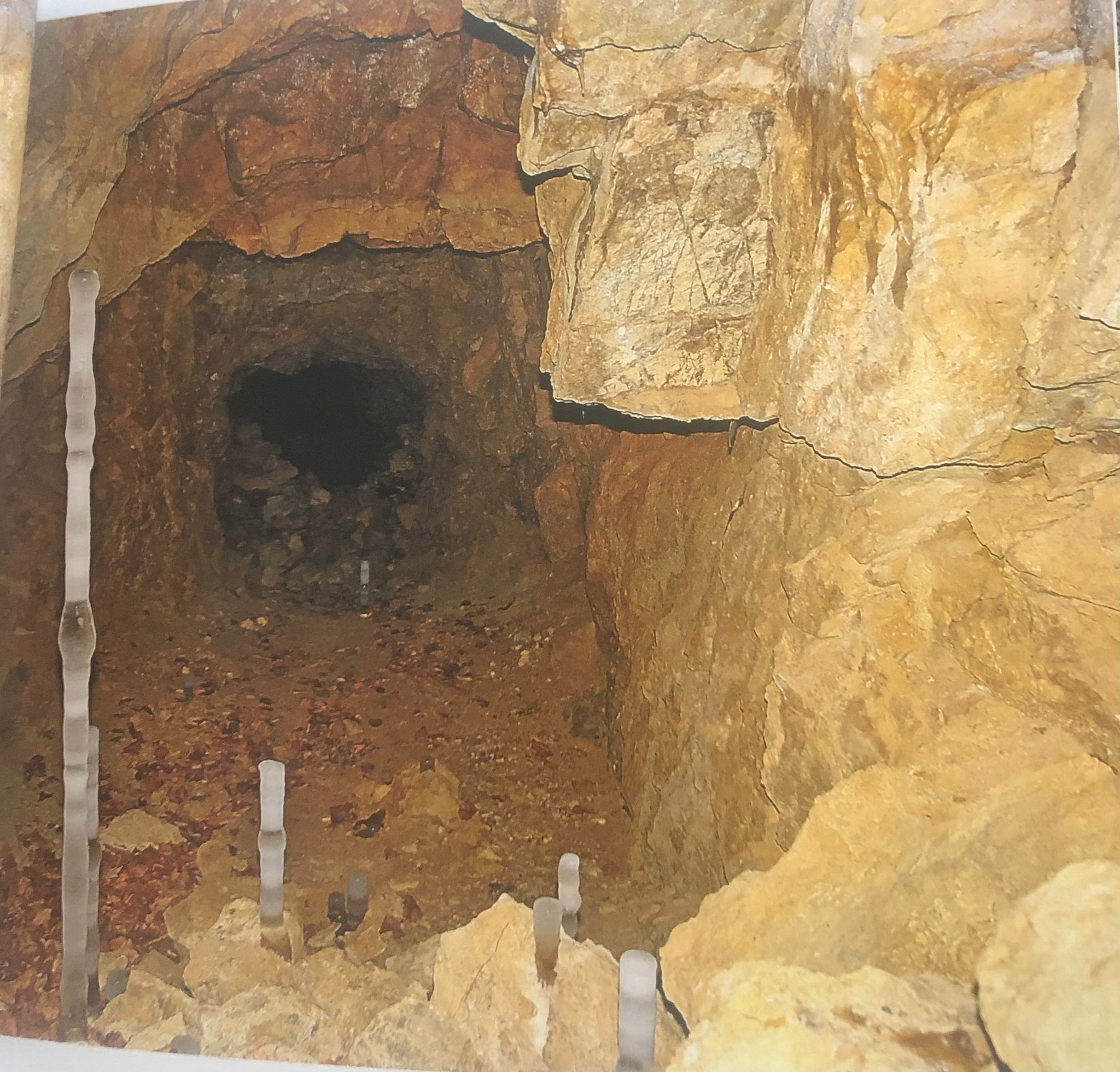
Bánya bejárat

## Eredet

### Bányászat
Torockó bányászatának századokon átívelő múltja van. A régen használt, kimerült vastelérek a falu mindennapi életét befolyásoló tevékenység megkérdőjelezhetetlen szerepét felidézve a mai napig hozzájárulnak a nép kultúra fejlődéséhez.
Torockó volt Erdély legjelentőségteljesebb vasműves központja már az 1848-as forradalmat megelőző, de az azt követő évtizedekben is.

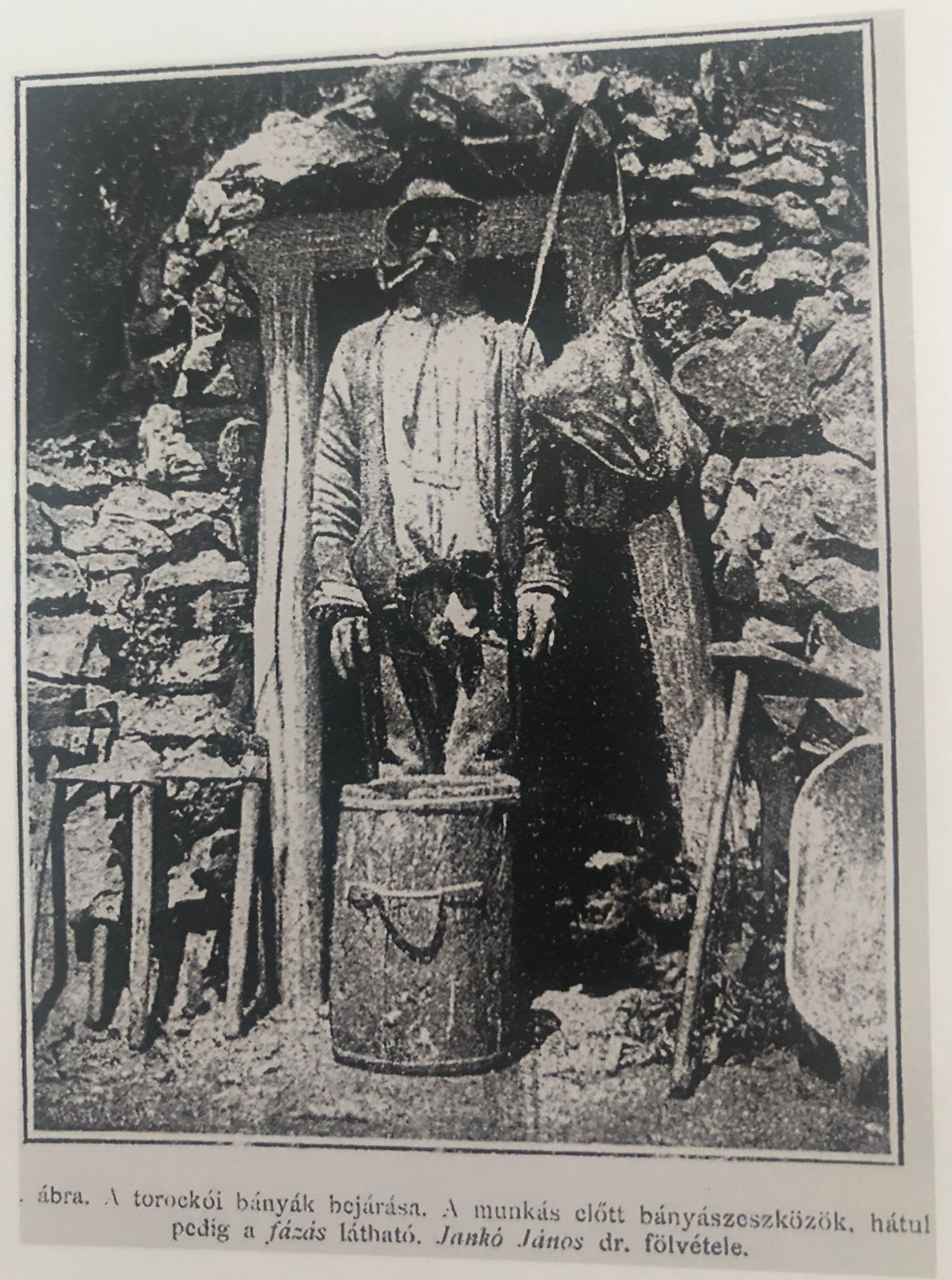
Bányász

Bizonyos források szerint a Hegyorra, Falomódala, Bérc és Tilalmas mészkőgerincei által határolt területeken mintegy 80 bánya működött.

### Vasművesség
A verőkből kikerülő, félkész állapotban lévő vas megmunkálása, kikovácsolása különböző eszközökké olyan mesterséggé fejlődött, mely a teljes falu lakosságának fémesköz igényét képes volt kielégíteni, miközben rengeteg embernek egyúttal munkát is biztosított.

## Kincsek

### Építészet

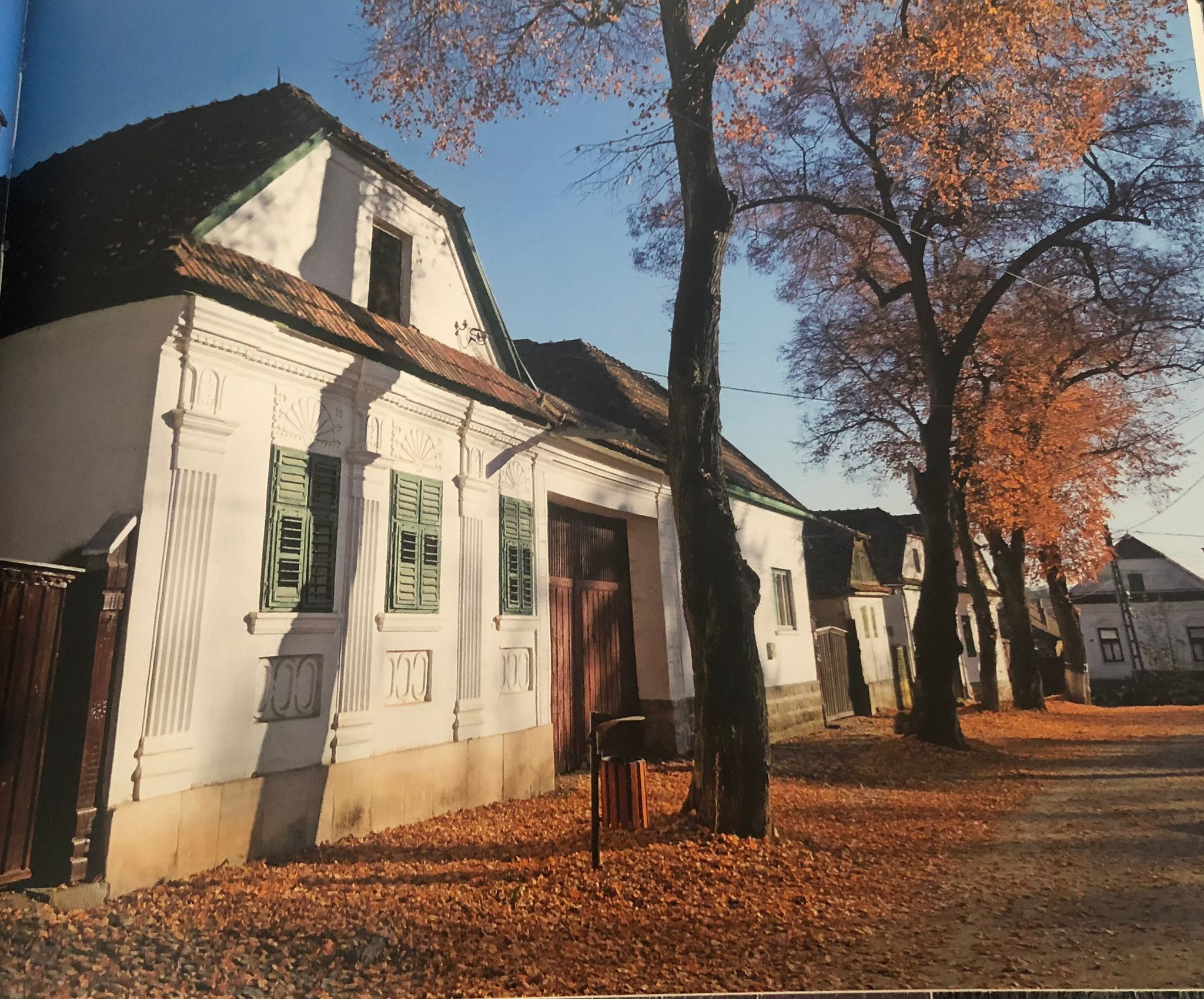
Fehér házak

A Kőköz meredek sziklái, valamint a Borévi szoros határolta medencékben fekvő falu épületeiben megjelenik a meghatározó, hagyományokból gazdagon táplálkozó népi kultúra mellett a városi követelményekhez történő illeszkedés kényszere is. Torockón klasszicista stílusban, múlt századi polgári ízléssel felépített lakóházak biztosítják s településkép egységes és egyedi látványát.
A torockói népművészetben is megtalálható a Nap szimbólum, melynek jelentése többek között: hatalom, isteniség, ragyogás, bölcsesség.

### Vízimalom

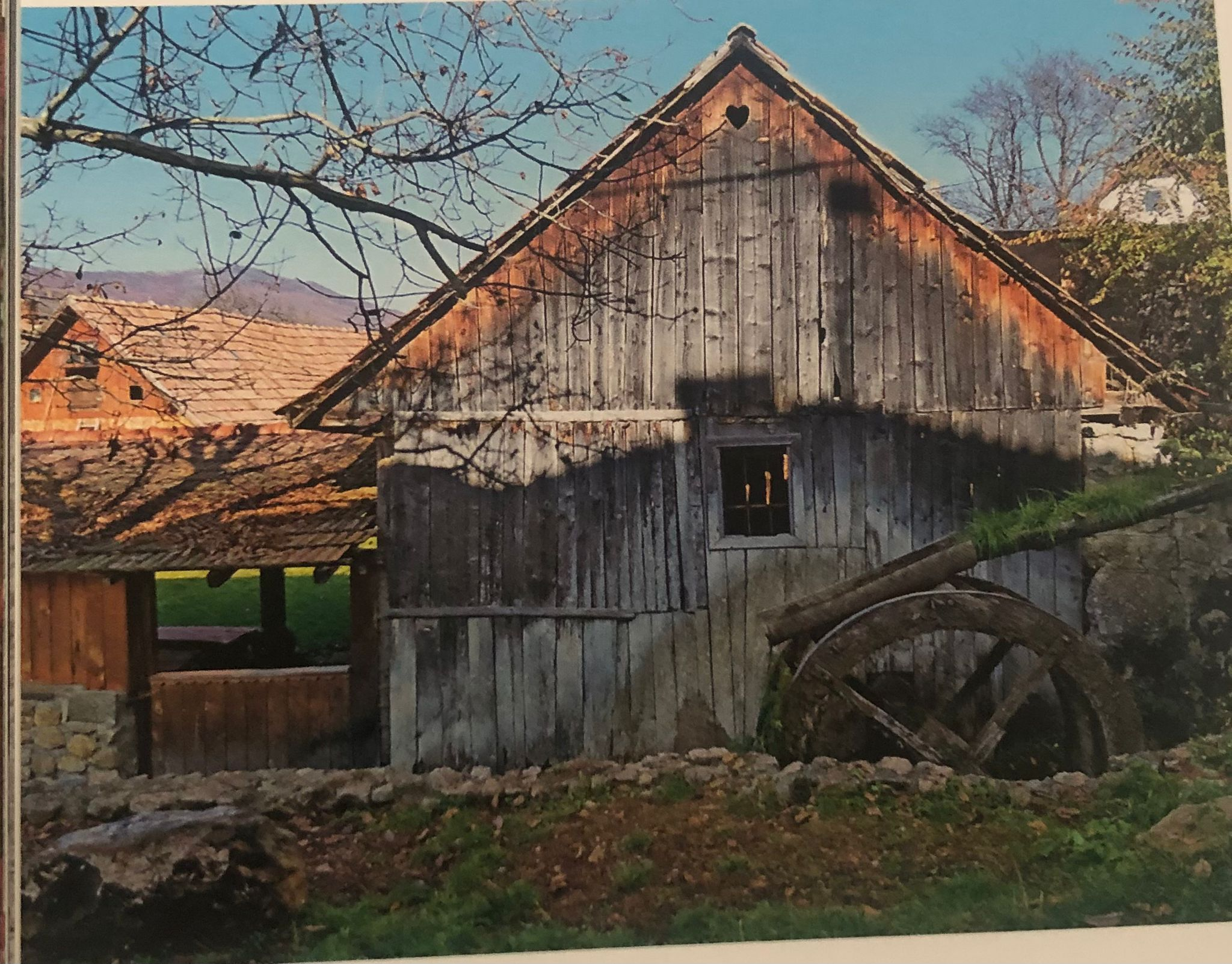
Vízimalom

A több mint 30 db vízzel hajtott vasverő közül mára csak egy maradt fent. Az 1752-ben épült verő a 20. században már gabona őrlésére szolgált, ma már múzeumként látogatható.

### Kézimunka

#### Varrottasok, hímzések
Annak érdekében, hogy a már korábban is teret hódító, más falvaktól merőben eltérő helyi igényeket a lehető legmagasabb szinten legyenek képesek kiegészíteni, Torockón rengeteg különböző mesterség honosodott meg.

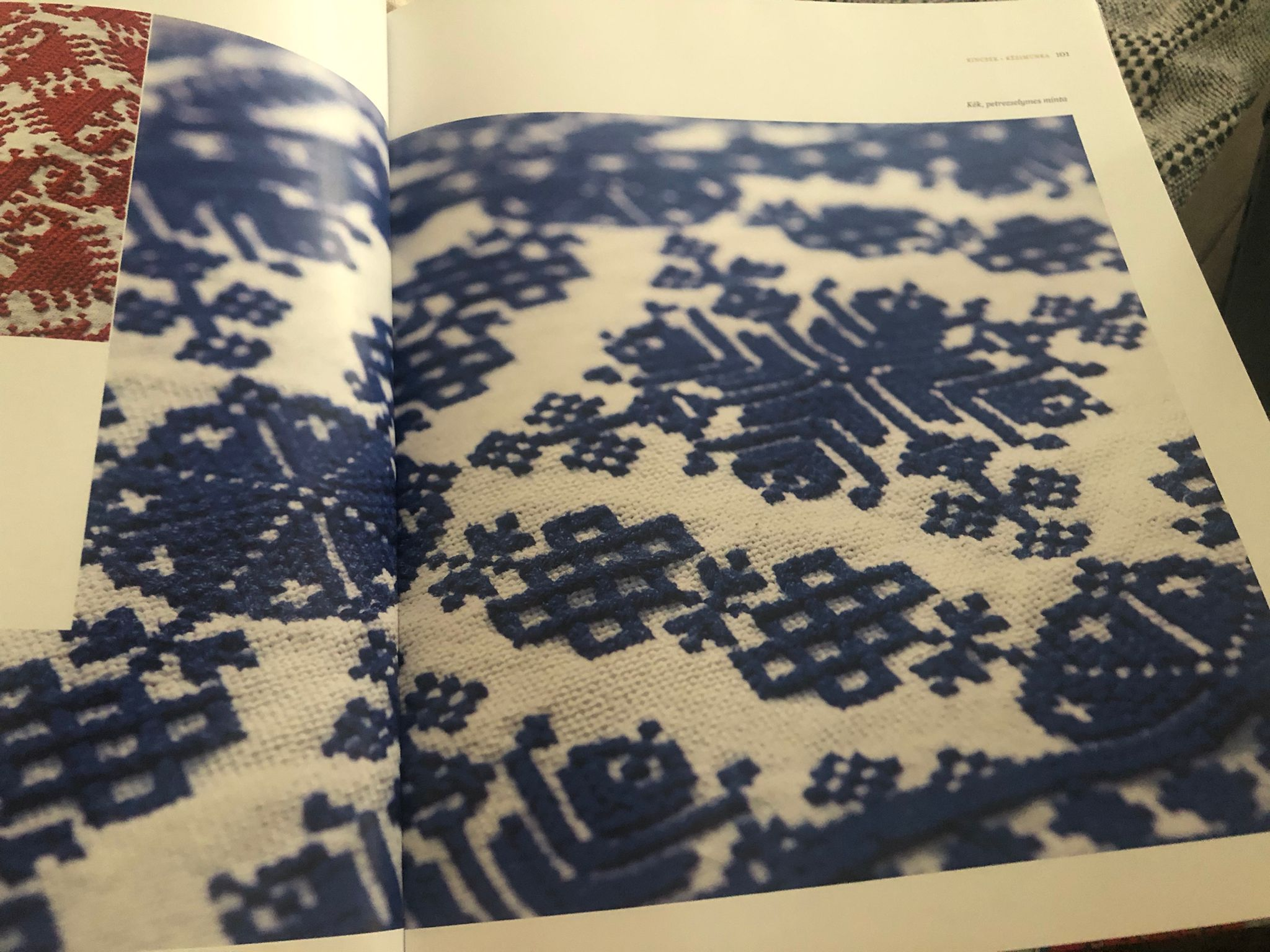
Vatottas minta

A jóllét, vagyon a ház díszességéről, népviseletének mintájáról lehetett megkülönböztetni. Ilyen volt például a „szép szoba”, ahol csak kézzel kivart varrostasok díszített függönyök, abroszok, terítők, párnák és festett bútorok alkották. Többféle minta, különböző jelentéssel bírt, ami kék vagy piros színű lehet.

### Bútorfestés

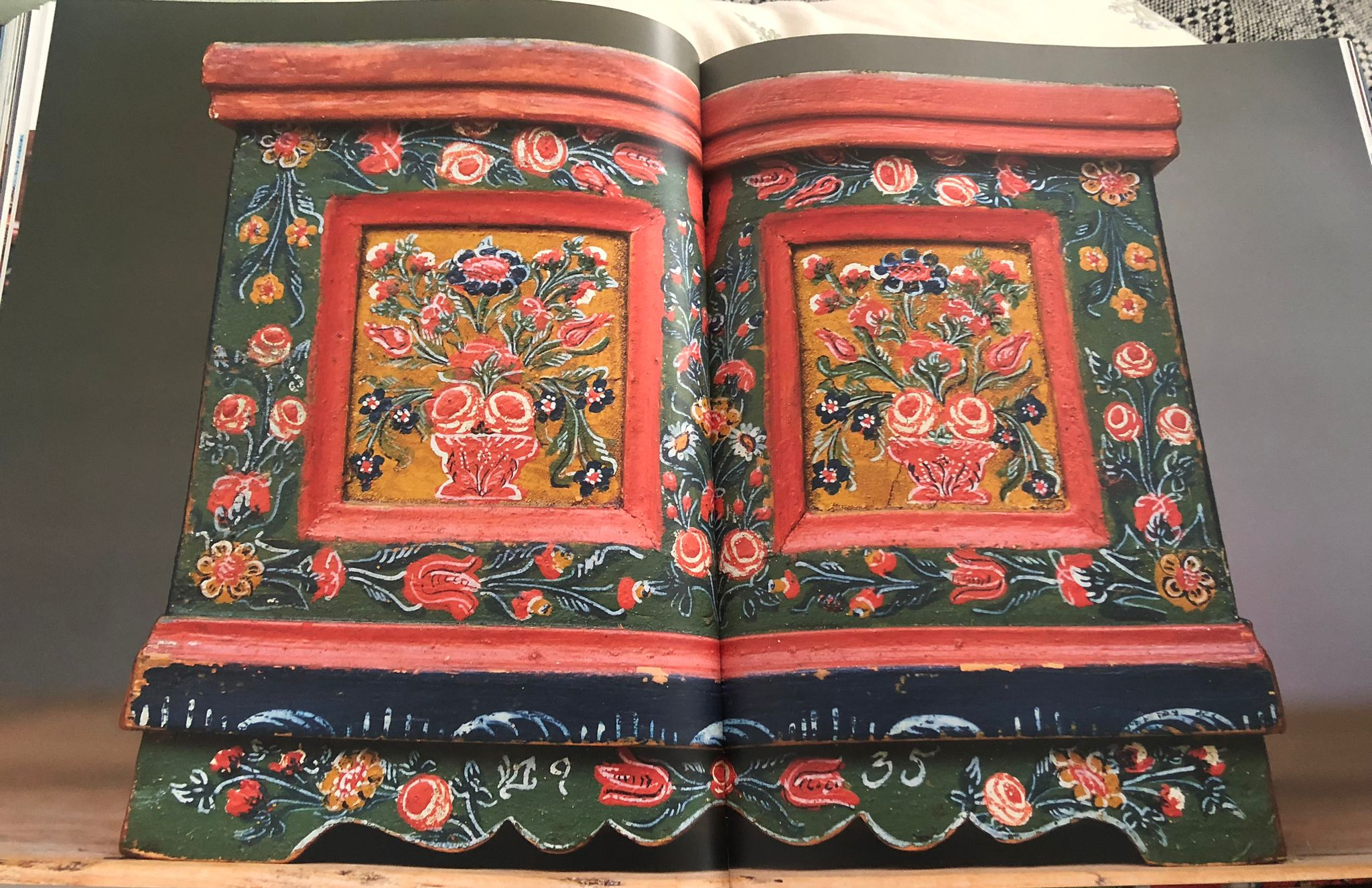
Festett láda

Ahogy a varrostasok, hímzések kihagyhatatlan motívuma Torockónak, így a bútorfestés sem maradhat el. A bútorkészítők által előállított darabok kezdetben rengeteg közös vonást mutattak díszítés tekintetében a kalotaszegi bútorokkal. Azonban a múltban történt tűzesetek következtében az eredeti tradicionális bútorok jelentős része odaveszett. Így a helyi asztalosok a 19. század elején átvett barokkos festészeti stílust munkáikba beépítve készítették a bútorokat. A festett bútorok alap színe a zöld, ritkább esetekben a kék vagy barna.

### Farsangtemetés
„A Farsangtemetés Torockón is szokás, / ezt nekünk örökbe ükapáink hagyták. / Ezért ezt a szokást tovább is kell vigyük, / ha mi kiöregszünk, folytatja gyermekünk.”

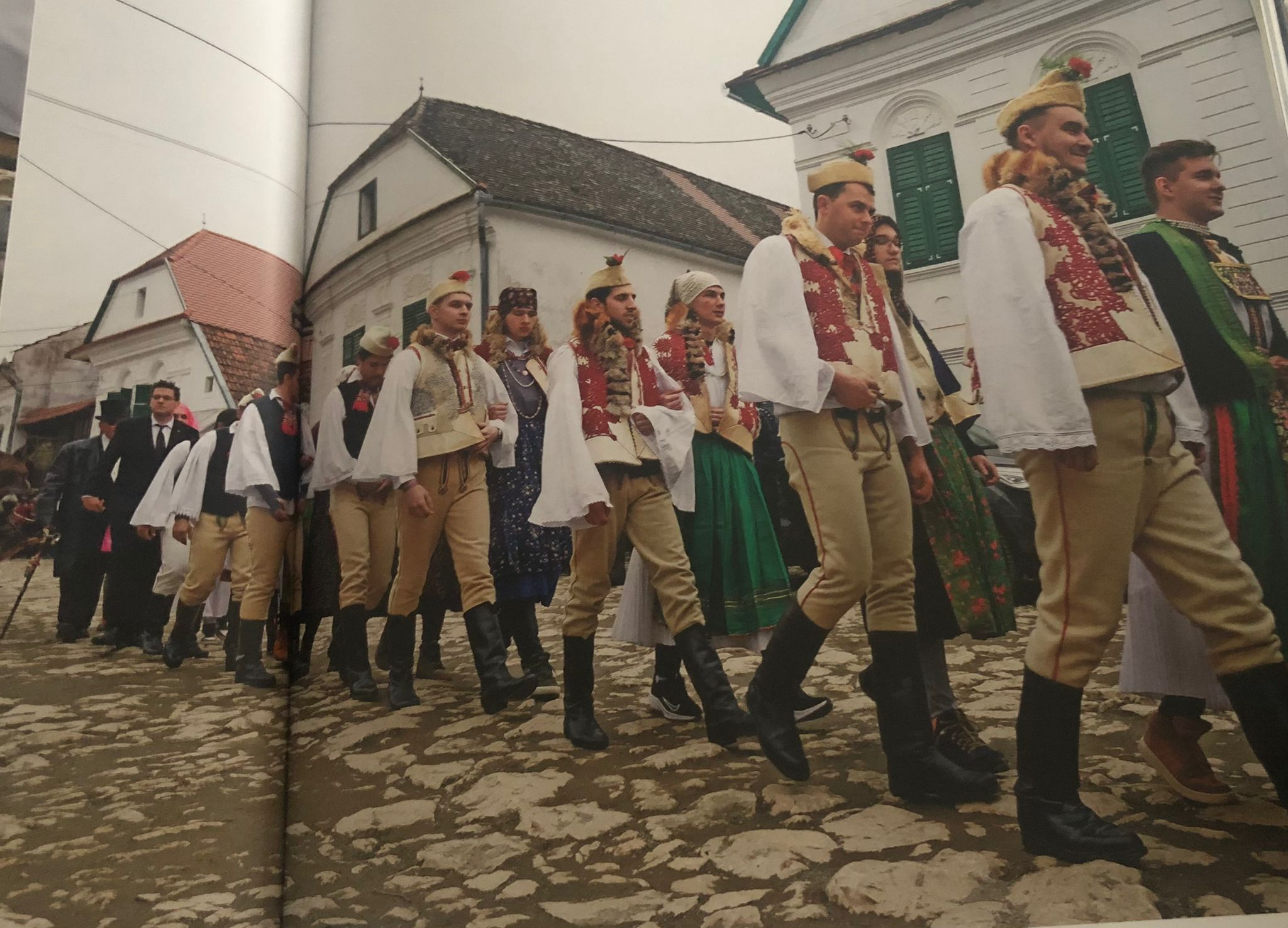
Farsangi menet

A Farsangtemetés mára már idegenforgalmi érdekesség. Évszázados történelemmel rendelkezik. A farsangi menet helyi fiúkból áll, akik torockói népviseletet viselnek, férfi és nőit egyaránt. A menet elején és végén betyárok ostorral csattintanak, elijesztve a telet. A menetet vezeti a pap és kántor, majd utánuk sorba, párban népviseletbe öltözött fiúk, végén Farsang Döme koporsóját viszik, akit a vénlányok siratnak. Miután a falut végig járják a falu központjában a vajorban széttörik a koporsót az ördögök, akik mindenkit fekete festékkel összekennek. a kisfiúk zsidónak, cigánynak öltöznek, nekik az adománygyűjtés a feladatuk.

A farsangi szertartás 1983-ban megfogalmazott intése így szól: 
„Ne feledjük soha drága őseinket, / Hordjuk büszkeséggel népviseletüket. / Torockói ruha, torockói párta / Ne penészedjen a festett ládában.” 
Amíg az intésnek foganatja lesz, addig a régi szokás is élni fog.

### Gasztronómia
Torockó különlegessége népviselete, földrajzi fekvése, valamint építészete mellett a hagyományok megőrzésében rejlik, melynek meghatározó részét képező a gasztronómia is. Ma már elfogadottnak számító, bátor alapanyaghasználat, érdekes ízkombinációk a maguk formabontóságával a múltban is egyediséget kölcsönöztek a helyi konyhának.

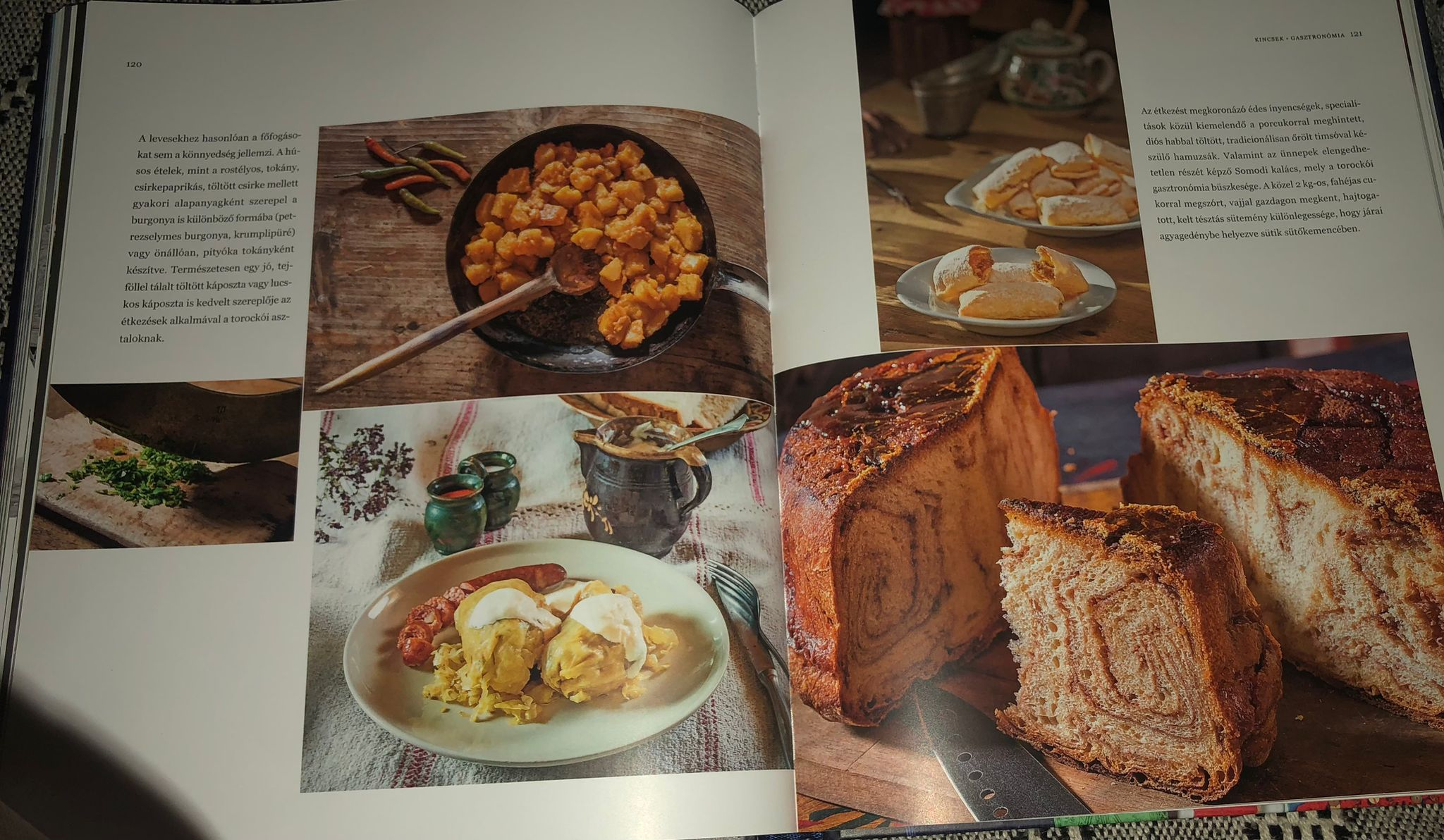
Különleges fogások

Füstölt húst és aszalt gyümölcsöket is bőséggel tartalmazó országgyűlés leves, valamint a laska tésztával elkészített szabógallér leves gazdag, bőséges étel. A levesekhez hasonlóan a főfogásokat sem a könnyedség jellemzi. A húsos ételek, burgonya elengedhetetlen a menüről.
Az étkezést megkoronázó édes ínyencségek, specialitások közül kiemelkedő a porcukorral meghittet, diós habbal töltött hamuzsák. Valamint az ünnepek elengedhetetlen részét képző Somodi kalács, mely a torockói gasztronómia büszkesége.

### Viselet

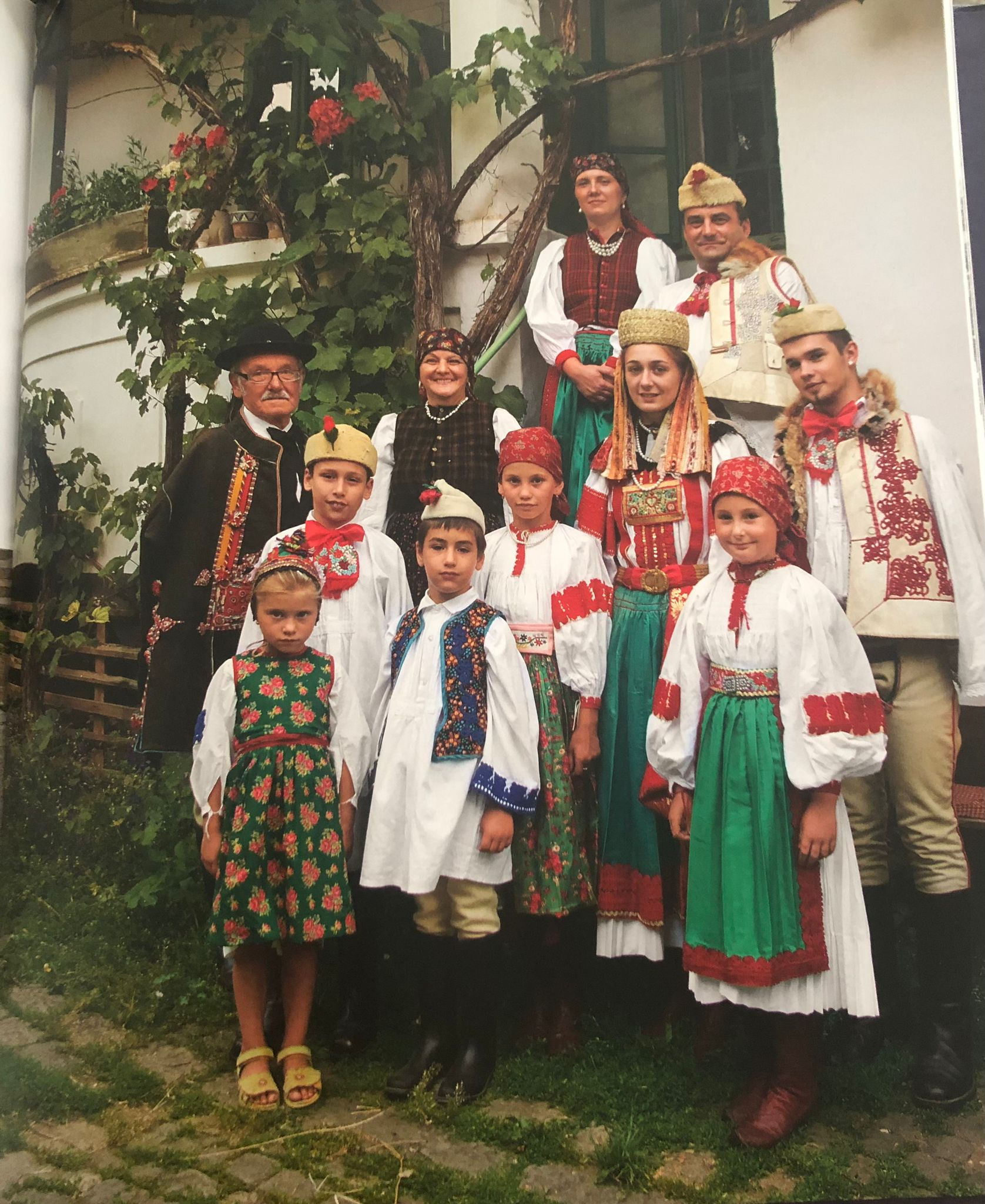
Népviselet

A torockói viselet a teljes Kárpát- medence magyar néprajzi tájegységei között maga nemében egyedülálló. Sajátossága többen felfigyeltek az évek alatt, a róla szóló kutatások és írások bő száz évnél korábbra is visszanyúlnak. Minden korosztálynak megvan a maga viselete és szabályai. A viseletről már tudni lehet, hogy a fiatal lény konfirmált, vagy el van jegyezve, akár már férjnél van. A nők ruhájáról meg lehet állapítani, hogy hány éves is. A férfiak ruhája kevésbé díszes, mint a nőké, de azért itt is megtalálható több motívum is.
- Gyermekem viselete 7 éves korukig
- 10 éves fiú, leány 14 éves korukig
- 14-18 éves leány viselet
- Konfirmáló ruha fiúknál, lányoknál
- A 18 éves kor utáni viselet

- Menyasszony- párta
- Vőlegény
- Esküvő utáni fátyol
- 30-40 éves asszony viselete
- Férfi viselet a ködmön
- 40-45 éves asszony viselete
- Moldon öltözet
- 60 éves asszony viselete
- 70 éves asszony viselete
- Az idős férfiak templomcondrája
- 80 éves asszony viselete

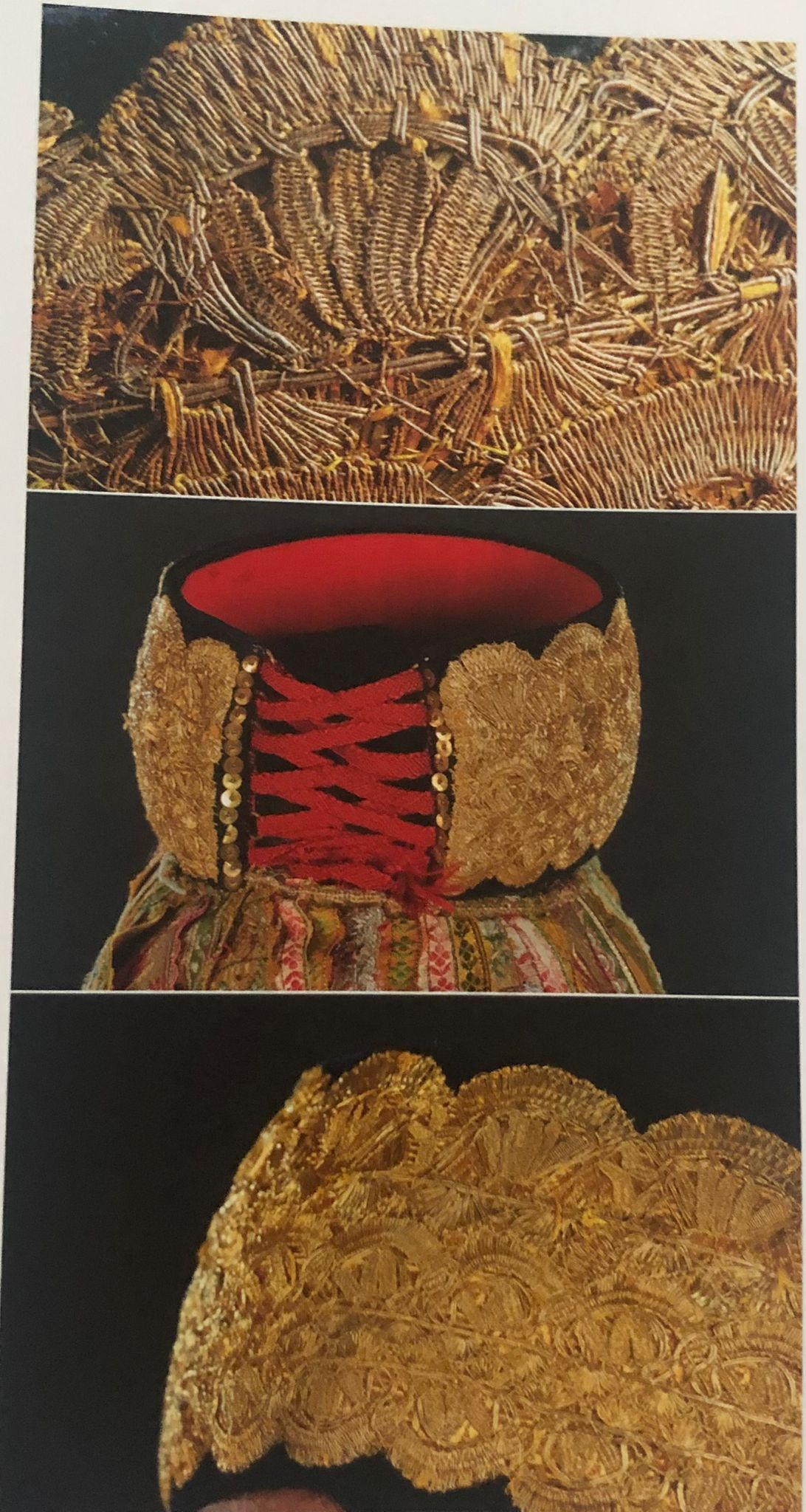
Menyasszonyi párta

A hagyomány nem a hamu őrzése, hanem a lány újraélesztése és továbbadása. A hagyományoknak van már múlt után jelene és szilárd meggyőződésem, hogy lesz jövője is.

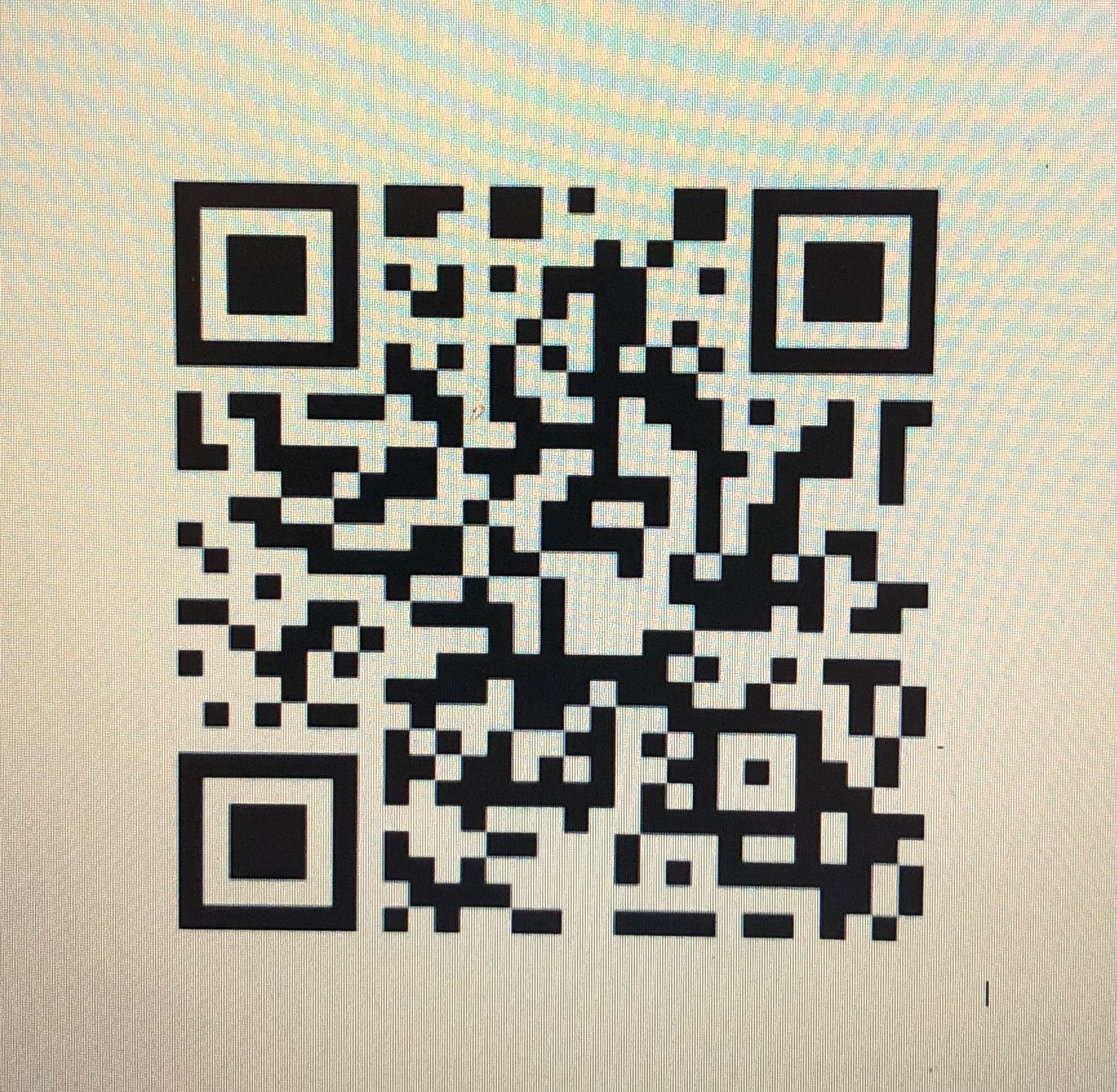
QR kód

További képekeért Torockó hagyományaial kapcsolatosan olvassa le a QR kódot: